# (33212) 1998 FG76
1998 FG76 (asteroide 33212) é um asteroide da cintura principal. Possui uma excentricidade de 0.18831720 e uma inclinação de 1.97069º.
Este asteroide foi descoberto no dia 24 de março de 1998 por LINEAR em Socorro.